# Plankinton
Plankinton è una città della contea di Aurora, Dakota del Sud, Stati Uniti. La popolazione era di 707 abitanti al censimento del 2010. È il capoluogo della contea di Aurora.

## Geografia fisica
Secondo lo United States Census Bureau, ha un'area totale di 0,76 mi² (1,97 km²).

## Storia
Plankinton sorse con l'arrivo della Chicago, Milwaukee, St. Paul and Pacific Railroad nell'area nel 1880. La città prende il nome dall'impacchettatore di carne e funzionario della ferrovia di Milwaukee John Plankinton.
Gli elettori approvarono l'incorporazione di Plankinton come villaggio in un'elezione il 7 settembre 1882. I primi funzionari furono eletti il 22 settembre 1882. I primi amministratori del villaggio erano C. Thompson, C.C. Irons, T.C. Granger, W.H. Ferguson.
Plankinton era sede annuale di un palazzo del grano, che divenne un'attrazione regionale di successo e ispirò il Corn Palace della vicina Mitchell. Il primo Grain Palace nel Dakota del Sud fu aperto a Plankinton il 29 settembre 1891. L'ultimo fu chiuso nell'ottobre del 1892.

## Società

### Evoluzione demografica
Secondo il censimento del 2010, la popolazione era di 707 abitanti.

### Etnie e minoranze straniere
Secondo il censimento del 2010, la composizione etnica della città era formata dal 92,8% di bianchi, lo 0,7% di afroamericani, lo 0,4% di nativi americani, lo 0,0% di asiatici, lo 0,0% di oceanici, il 5,8% di altre razze, e lo 0,3% di due o più etnie. Ispanici o latinos di qualunque razza erano il 10,2% della popolazione.